# Похищение Европы (картина Рени)
«Похищение Европы» (итал. Il ratto di Europa, пол. Porwanie Europy, англ. The Rape of Europa) — одна из наиболее известных картин итальянского живописца, представителя болонской школы Гвидо Рени. Создана между 1637 и 1639 годами; с 2013 года находится в коллекции Лондонской национальной галереи.

## История
Карло Чезере Мальвазия, биограф Гвидо Рени, повествовал о том, что художник создал три варианта картины «Похищение Европы». Один из них, датированный 1636-1637 годами, был написан для герцога Гвасталлы и в настоящее время хранится в Национальной галерее Канады; второй — для короля Англии Карла I (в настоящее время считается утерянным). Третий, наиболее известный экземпляр, был создан по заказу Владислава IV, короля Польши. В 1640 году Владислав в письме, адресованном Рени, восхищался его работой и высказывал наивысшее уважение таланту мастера.
В 1945 году известный британский учёный, знаток итальянского искусства XVII века Денис Маон смог «переиграть» на аукционе антиквара Арнольда Уиггинса, которого интересовала лишь красивая резная позолоченная рама, обрамлявшего картину, и тем тем самым пополнил свою богатую коллекцию шедевров.
Будучи ярым противником продаж произведений искусства из музейных собраний и защитником лозунга «искусство принадлежит народу», Маон завещал свою ценнейшую коллекцию картин различным музеям Великобритании, Ирландии, Италии и других стран. Так в 2013 году, уже после смерти мецената, «Похищение Европы» оказалось в Лондонской национальной галерее, где представлена и по сей день.

## Сюжет
На картине представлен мифологический сюжет похищения дочери финикийского царя Европы, рассказанный римским поэтом Овидием в его «Метаморфозах». Согласно этому мифу превратившийся в быка Зевс явился игравшей с подругами на берегу моря Европе. Накинув цветочный венок на рога, ничего не подозревающая девушка забралась ему на спину, после чего Зевс бросился в морскую пучину и унёс красавицу с собой на остров Крит. В правом верхнем углу полотна изображён Купидон с луком и стрелой, готовый помочь верховному божеству завоевать сердце Европы.

## Техника
Светящаяся тональность и холодный, бледный колорит картины соответствуют позднему стилю художника, подтверждая теорию о том, что эта работа создана им примерно в 1640 году. Литературные источники того времени описывают этот период творчества Рени как «ultima maniera», в течение которого его палитра стала заметно светлее. Он изобразил свои фигуры широкими мазками бледного матового цвета, уделяя пристальное внимание статной элегантности поз и одеяний. За это время, по словам биографа Мальвазии, Рени отошёл от теней, которые «вызваны слишком искусственным светом», придя к использованию «мягких и приятных теней, таких, как те, что образуются при ясном и открытом свете».